# 心神不宁 (歌曲)
〈心神不寧〉（英语：Hung Up）是美國女歌手瑪丹娜在2005年10月發行的單曲，該單曲收錄於她的專輯《娜‧語‧錄》（英語：Confessions On A Dance Floor）中，單曲在美國成績為第7名，在英國則拿下三週冠軍，成為瑪丹娜第11首全英冠軍單曲。

## 內容

### 創作背景
2004年麦当娜在完成《神話再現巡迴演唱會》（The Reinvention Tour）后，开始与曾经导演过自己歌曲〈满满爱意〉（Love Profusion）音樂影片的吕克·贝松一起制作一部描述麦当娜作为女性临终时回顾自己一生的形象的片子。麦当娜和帕特里克·伦纳德、米尔韦斯·阿赫迈德赛和斯图尔特·普赖斯合作创作新歌曲，普赖斯被分配创作听起来像“ABBA吸毒时”的迪斯可歌曲。然而，麦当娜对贝松创作的电影脚本不满意，因此放弃了片子的制作。当麦当娜开始创作《娜‧語‧錄》时，她重新处理了〈心神不寧〉，并把它加进了专辑中。

### 歌曲簡介
瑪丹娜將《娜‧語‧錄》（英語：Confessions On A Dance Floor）專輯的重心放在復古迪斯可曲風，藉以縈繞出1977年經典電影《週末夜狂熱》中迪斯可歡娛氣氛。〈心神不寧〉是首支主打歌曲，它取樣了ABBA合唱團1979年經典舞曲《Gimme！Gimme！Gimme！》的前奏，由於ABBA合唱團向來甚少允許自己的作品被其它藝人取樣，因此瑪丹娜為此還特地同意給付豐厚的版稅，經過一番請求之後才讓ABBA合唱團首肯的。瑪丹娜因上一張專輯《夢醒美國》（英語：American Life）成績不佳再次陷入事業低谷，她寄望藉著這張新舞曲專輯回歸她「流行天后」的身分。

### 商業成績
〈心神不寧〉在告示牌單曲榜最高名次為第7名，它在榜內停留共20週，不過銷售數字高達白金唱片。這是瑪丹娜在告示牌單曲榜第36首TOP 10單曲，追平了艾維斯·普里斯萊的紀錄。〈心神不寧〉在45個國家都獲得冠軍，其中在英國蟬連三週冠軍，成為瑪丹娜第11首英國冠軍單曲，它在英國單曲榜內停留共29週，是瑪丹娜所有單曲的最高紀錄。〈心神不寧〉在全球銷售量高達860萬張。

## 曲目列表
| - 美国2× 12英寸黑胶 1. "Hung Up" (Album Version) – 5:38 2. "Hung Up" (SDP Extended Vocal) – 7:57 3. "Hung Up" (Bill Hamel Remix) – 6:58 4. "Hung Up" (SDP Extended Dub) – 7:57 5. "Hung Up" (Chus & Ceballos Remix) – 10:21 6. "Hung Up" (Tracy Young's Get Up And Dance Groove) – 9:03 - 英国与欧洲CD单曲 1. "Hung Up" (Radio Edit) – 3:23 2. "Hung Up" (Tracy Young's Get Up And Dance Groove Edit) – 4:16 3. "Hung Up" (SDP Extended Vocal) – 7:57 - 英国12英寸黑胶 1. "Hung Up" (Album Version) – 5:38 2. "Hung Up" (SDP Extended Dub) – 7:57 3. "Hung Up" (SDP Extended Vocal) – 7:57 4. "Hung Up" (Tracy Young's Get Up And Dance Groove Edit) – 4:51 | - 美国、欧洲与加拿大加大单曲 1. "Hung Up" (Radio Edit) – 3:23 2. "Hung Up" (SDP Extended Vocal) – 7:57 3. "Hung Up" (Tracy Young's Get Up and Dance Groove Edit) – 4:15 4. "Hung Up" (Bill Hamel Remix) – 6:58 5. "Hung Up" (Chus & Ceballos Remix) – 10:21 6. "Hung Up" (SDP Extended Dub) – 7:57 - 法国、日本与澳大利亚CD单曲 1. "Hung Up" (Radio Edit) – 3:23 2. "Hung Up" (Tracy Young's Get Up and Dance Groove Edit) – 4:15 3. "Hung Up" (SDP Extended Vocal) – 7:57 |